# Schwabenkopf
Le Schwabenkopf est une montagne qui s’élève à 3 378 m d’altitude dans les Alpes de l'Ötztal, en Autriche.